# Pycnophyes tubuliferus
Pycnophyes tubuliferus är en djurart som tillhör fylumet pansarmaskar och som beskrevs av Andrej V. Adrianov 1989.
Pycnophyes tubuliferus ingår i släktet Pycnophyes och familjen Pycnophyidae. Inga underarter finns listade i Catalogue of Life.